# 道の駅白鷹ヤナ公園

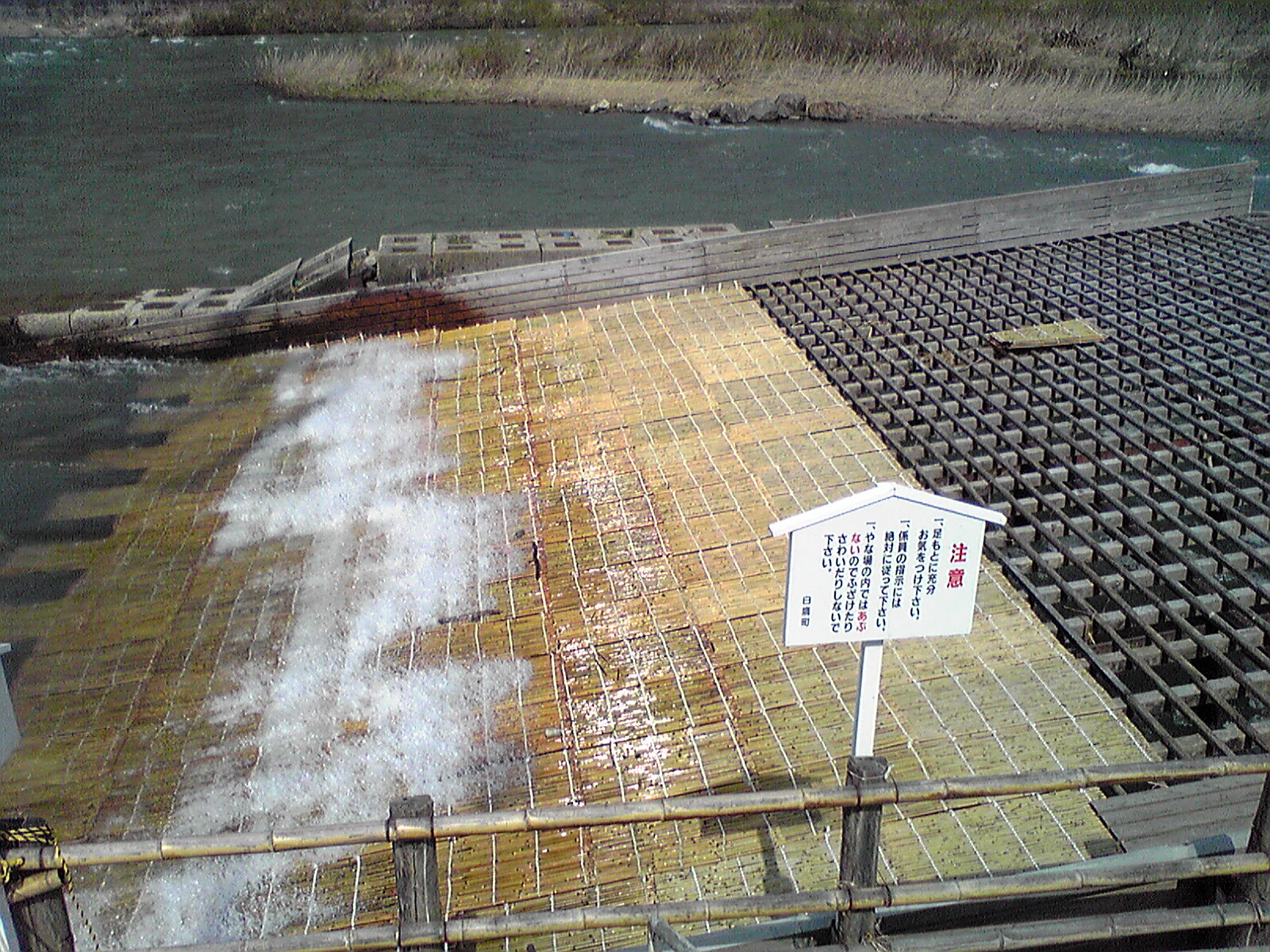
ヤナ場

道の駅白鷹ヤナ公園（みちのえき しらたかヤナこうえん）は、山形県西置賜郡白鷹町にある国道287号の道の駅。愛称は最上川あゆとぴあ。

## 施設
- 駐車場
  - 普通車：126台
  - 大型車：7台
  - 身障者用：2台
- トイレ
  - 男：大 4器（2器）、小 11器（6器）
  - 女：12器（6器）
  - 身障者用：3器（3器）

※（）内は、24時間利用可能
- 公衆電話：1台
- ファーストフードあゆ売店
- レストランあゆ茶屋
- ヤナ監視施設
- 公園
- 情報コーナー
- 無料休憩所

## アクセス
- 国道287号

## 周辺
- 最上川
- 白鷹温泉